# Fédération tahitienne de football
Pour les articles homonymes, voir FTF.
La Fédération tahitienne de football (FTF) est une association regroupant les clubs de football de Polynésie française et organisant les compétitions nationales et les matchs internationaux de l'équipe de Tahiti, dénommée ainsi par la FIFA.

## Historique
Héritière de la Fédération Tahitienne des Sports Athlétiques (fondée le 30 mars 1932) et de la Ligue de Football de Polynésie Française (fondée le 15 novembre 1969), la Fédération Tahitienne de Football a été fondée le 27 juillet 1989, sous l'impulsion de son dirigeant historique, Napoléon Spitz. 
Elle est affiliée à la FIFA depuis le 7 juin 1990 et est membre de l'OFC depuis 1990. L'ancien président de la FTF et joueur du FC Nantes, Reynald Temarii, est président de la Confédération du Football d'Océanie depuis 2004.
La FTF organise le Championnat de Polynésie française de football et la Coupe de Polynésie française de football.

## Présidents de la Fédération
- 1970-1995 : Napoléon Spitz
- 1995 : Freddy Vernaudon (intérimaire)
- 1995-1997 : Rémi Taea
- 1997-1998 : Reynald Temarii
- 1998-2003 : Evelyne Whitman
- 2003-2004 : Reynald Temarii
- 2004-2007 : Eugène Haereraaroa
- 2007-2011 : Reynald Temarii
- Depuis 2011 : Thierry Ariiotima